# Pablo Mackenna
Pablo Mackenna Dörr (Santiago, 30 de mayo de 1969) es un presentador de televisión y escritor chileno.

## Biografía
Tercer hijo de los ocho que tuvo el matrimonio compuesto por el ya fallecido abogado Luis Mackenna y María Dörr, Pablo estudió en el Colegio Tabancura. Es descendiente directo de Juan Mackenna.
En su adolescencia vivió junto a un grupo de amigos, entre los que figuran Los Paniko, Fiskales Ad Hok y Roberto Artiagoitía.
Cursó 1 año de estudios en arquitectura, 2 en administración de empresas y 3 en Filosofía en la Universidad de Heidelberg, en Alemania.
Ha hecho trabajos muy diversos, desde dedicarse a la literatura, la pintura y las obras de arte, tener un canal de televisión por cable, corredor de la bolsa de valores, administrador de empresas sgrícolas y forestales, empresario gastronómico, hasta integrar la Empresa del Grupo EFE.
Su carrera televisiva comenzó el año 2002 cuando la productora Cuatro Cabezas lo contrató para animar la versión local del programa argentino CQC, en el cual trabajó durante tres años.
Luego de haber protagonizado un accidente automovilístico en estado de ebriedad en octubre de 2005 y haber estado recluido 40 noches en la cárcel, fue marginado de la animación del programa, y pasó a ejercer cargos de producción. La experiencia de esa reclusión la relata en su libro Cuarenta noches. Fue precisamente en la presentación de ese libro, a principios de 2006, que conoció a Javiera Díaz de Valdés, quien se convertiría en su esposa.

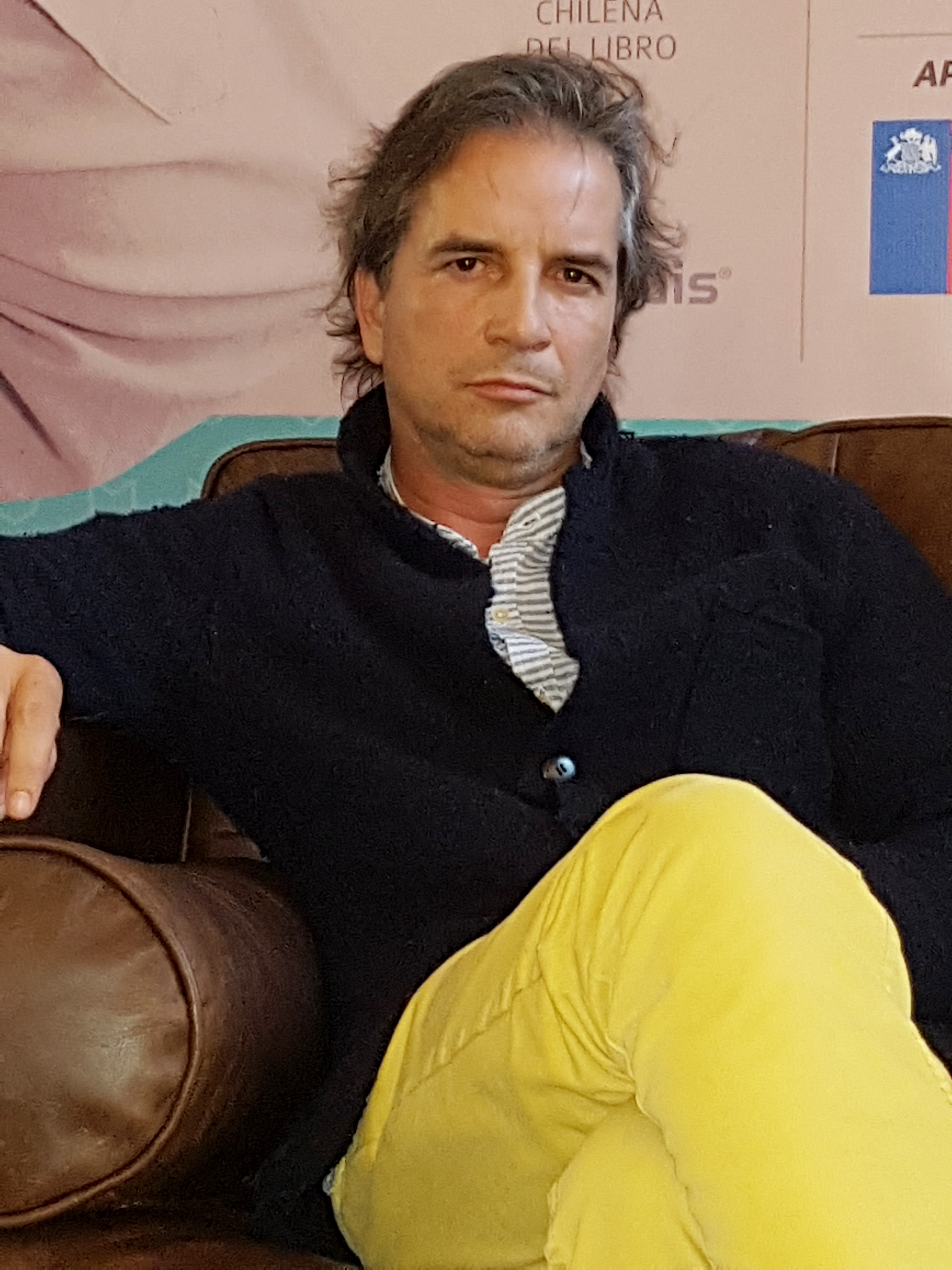
Mackenna en la FILSA 2017.

En 2007 fue uno de los conductores del programa radial Levántate y anda en Radioactiva, y protagonizó junto a Rafael Cavada, Blanca Lewin y Roka Valbuena el programa televisivo llamado La Liga. Al año siguiente se cambió de radioemisora, para conducir junto a Felipe Bianchi y Sebastián Esnaola el programa Vueltas por el Universo, en Radio Universo, del que decidió retirarse en marzo de 2009. Estuvo al mando de Nadie está libre y En primera persona, además de ser conductor cultural del programa reality de época 1910. En 2010, regresa a Mega.
Es columnista de la revista Caras y fue jurado del programa Psíquicos, de Chilevisión, desde el año 2012. En octubre de 2012 animó el reality show tipo dating llamado La bella y el geek y al año siguiente condujo Trepadores, en Mega.
En septiembre de 2015 volvió a la pantalla chica, esta vez convertido en conductor del programa cultural Ojo con el Libro, de ARTV.
Fue partícipe permanentemente del programa estelar Llegó tu hora. El programa ha contado con la participación desde el presidente Sebastián Piñera, hasta las más connotadas figuras del espectáculo, del periodismo, de la actuación y de la política chilena.

## Controversias
Pablo Mackenna ha tenido varios episodios conduciendo en estado de ebriedad. Su reiterada conducta, le ha provocado detenciones en los años 1999, 2005, 2006, 2014 y 2023. en este último, en agosto de 2023, fue dejado en prisión tras chocar con otro automóvil en la intersección de la Avenida Presidente Errázuriz y Calle Sánchez Fontecilla, dejando a las personas del otro vehículo con lesiones de carácter leve.
La justicia lo dejó en prisión preventiva por ser considerado un peligro para la sociedad a la espera del periodo de investigación, definido en 90 días.

## Vida personal
El 27 de octubre de 2006 contrajo matrimonio con la actriz Javiera Díaz de Valdés en la Parroquia Santa Teresa de Ávila, en Zapallar Tienen una hija, Rosa Mackenna, nacida en marzo de 2008; al año siguiente rompieron, después volvieron y se separaron definitivamente en 2012.

## Obras
- Papas cocidas, poesía, Santillana, 2001
- Cuarenta noches, relatos, Planeta, 2006
- Anatomía del amor perfecto, poesía, Pehuén Editores, 2008; prólogo de Raúl Zurita[9]
- Cuesta arriba, cuesta abajo, poesía, Pehuén, 2015